# Cruz (zoología)

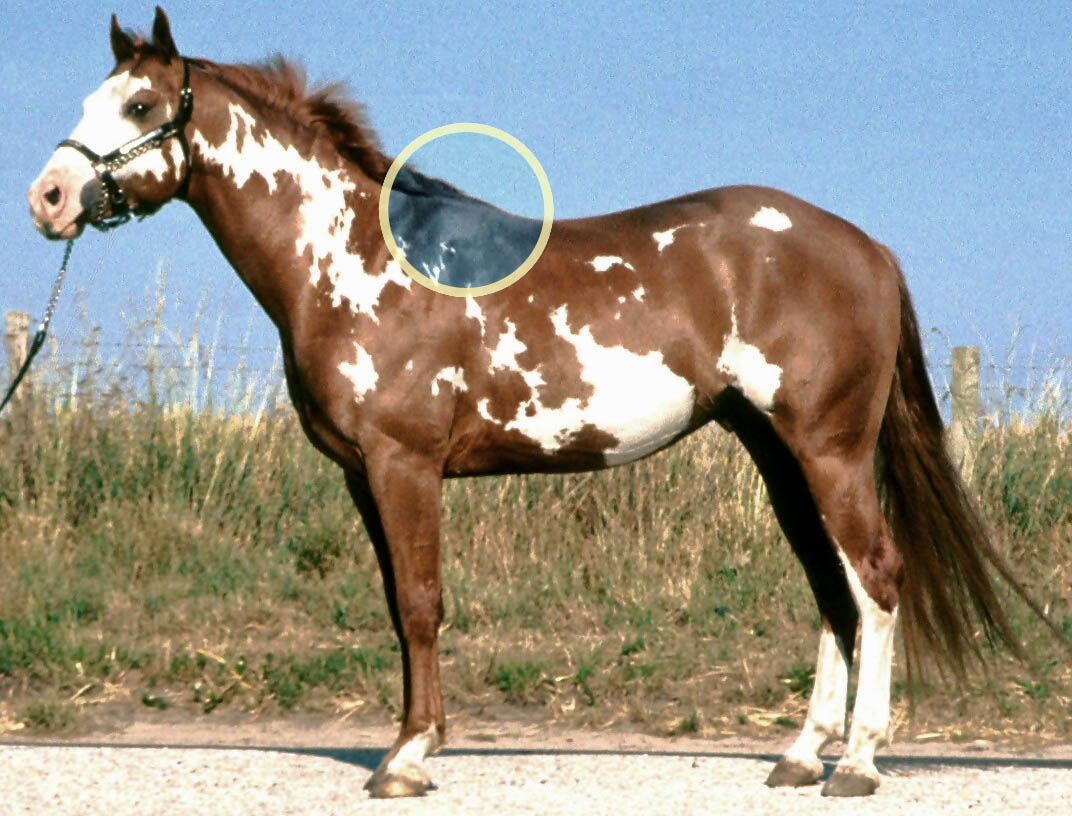
El círculo amarillo indica la posición de la cruz en un caballo

La cruz en zoología, y referida a los cuadrúpedos, es una prominencia situada en la porción anterior del espinazo y debido a que las apófisis espinosas de las primeras vértebras dorsales son más largas que las restantes. En estas apófisis se insertan algunos músculos importantes como los de la cerviz.
En las caballerías se considera como buen carácter el que la cruz sea alta y poco carnosa.